# Herbert Mandelartz
Herbert Mandelartz (* 27. November 1948 in Warden; † 7. Juni 2022 in Berlin) war ein deutscher Jurist, Staatssekretär und Autor mehrerer Bücher.

## Leben
Herbert Mandelartz studierte von 1969 bis 1973 an der Universität Bielefeld Rechtswissenschaften und schloss das Studium mit dem Ersten (1974) und Zweiten Staatsexamen (1977) ab. Er wurde 1979 mit einer Arbeit über „Das Zusammenwirken von Parlament und Regierung beim Haushaltsvollzug“ bei Ernst-Wolfgang Böckenförde promoviert.
Nach sechs Jahren als Richter am Verwaltungsgericht in Minden/Westf. wechselte er 1984 ins Bundesministerium des Innern in Bonn. Von 1985 bis 1999 war er im Innenministerium des Saarlandes in Saarbrücken tätig, von 1996 bis 1999 als Staatssekretär. Nach dem Regierungswechsel wurde das langjährige Mitglied der SPD in den einstweiligen Ruhestand versetzt und arbeitete bei einer Unternehmensberatung und einer Rechtsanwaltskanzlei. Zu Beginn des Jahres 2001 wurde er Leiter der Zentralabteilung im Presse- und Informationsamt der Bundesregierung in Berlin. Ein Jahr später wurde er zum Stellvertretenden Chef befördert. 2006 wurde er in den einstweiligen Ruhestand versetzt. Seit dieser Zeit war er u. a. Lehrbeauftragter an der juristischen Fakultät der Humboldt-Universität.
Nach der Versetzung in den einstweiligen Ruhestand veröffentlichte er u. a. „Sisyphos lebt. Modernisierung der Verwaltung – alte Probleme, neue Fragen“, Berliner Wissenschaftsverlag 2009.